# Nußdorf ob der Traisen
Nußdorf ob der Traisen osztrák mezőváros Alsó-Ausztria St. Pölten-i járásában. 2024 januárjában 1903 lakosa volt. 

## Elhelyezkedése

Nußdorf ob der Traisen a Sankt Pölten-i járásban

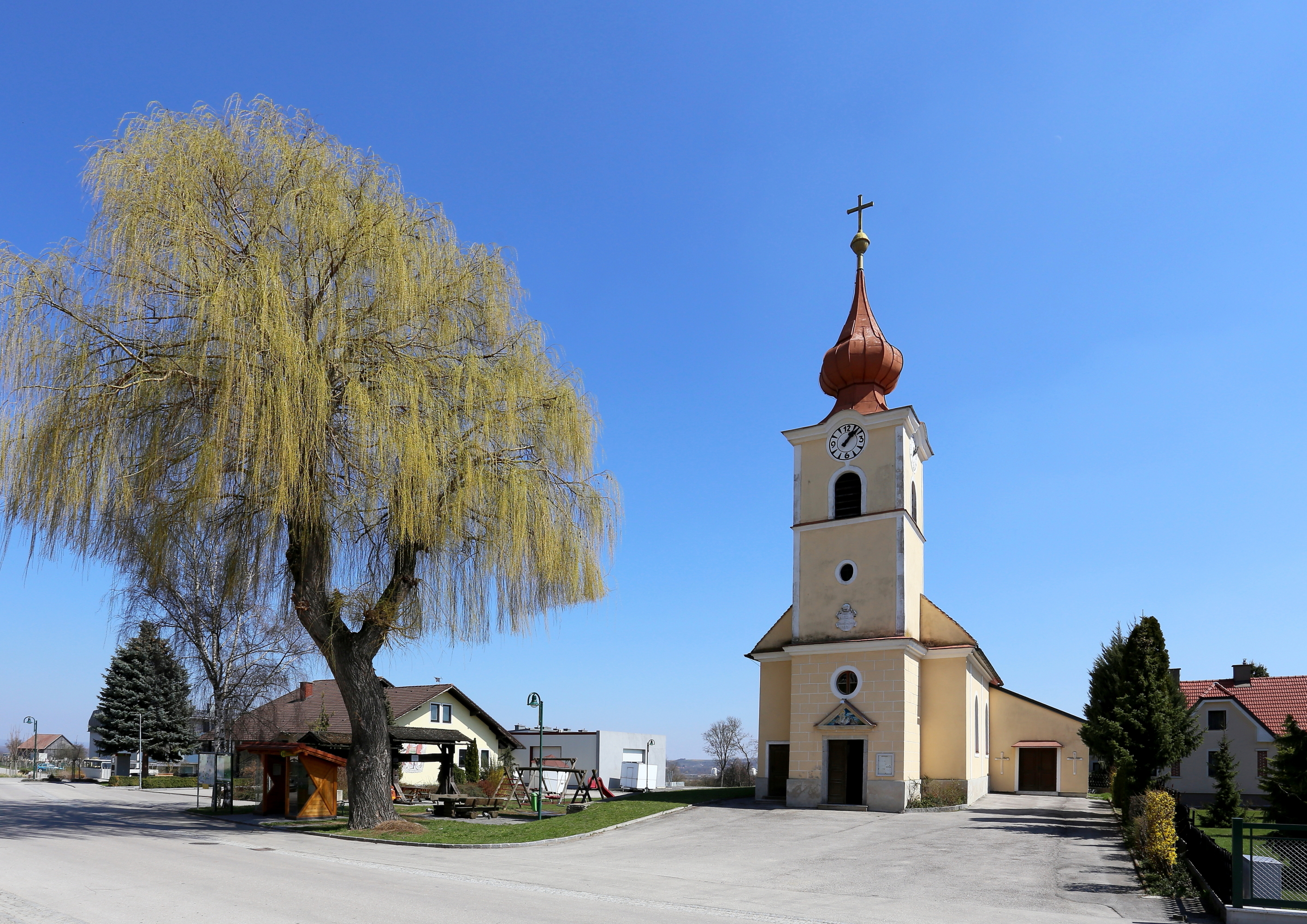
A Szt. Katalin-templom

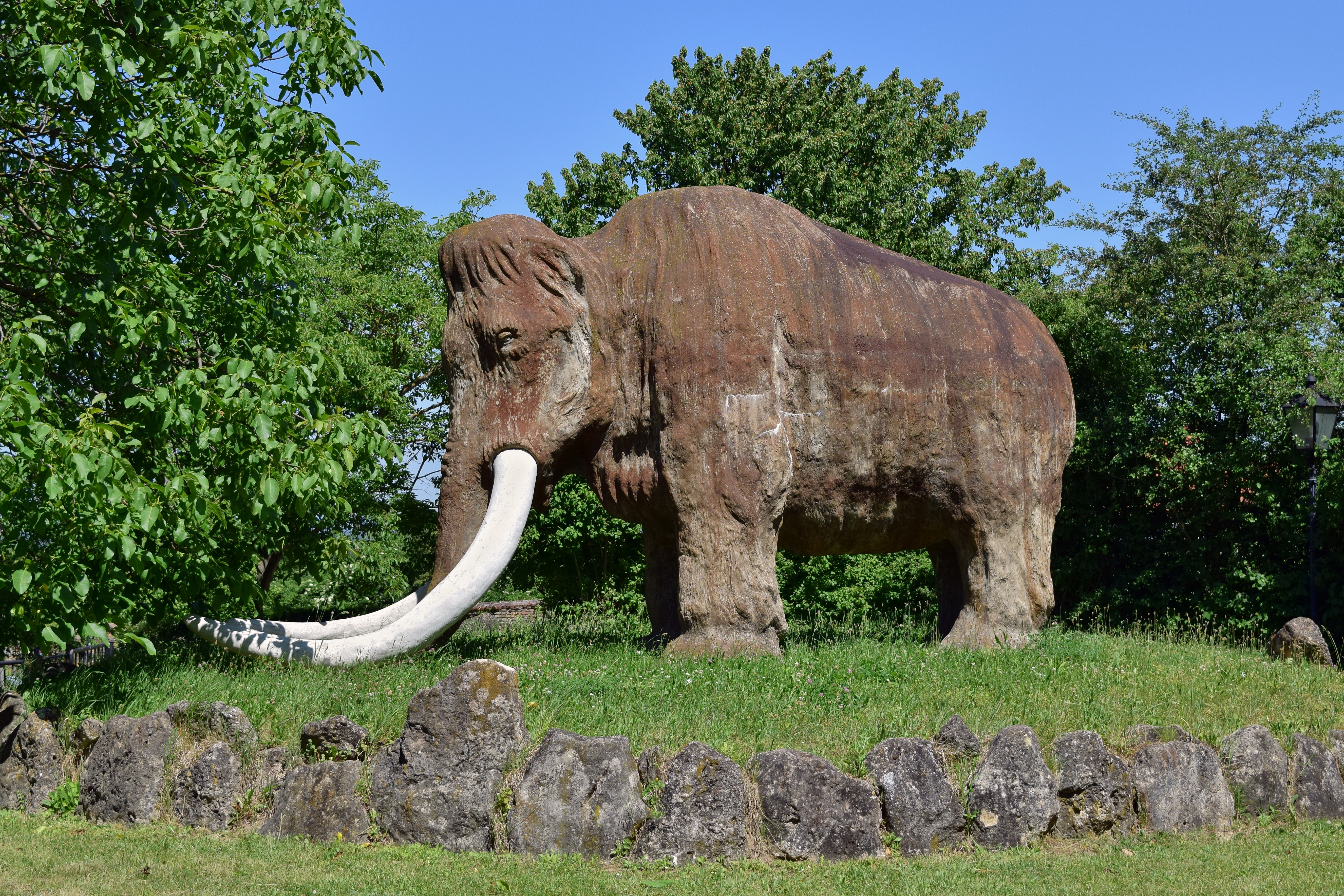
Mamutszobor az őstörténeti múzeumban

Nußdorf ob der Traisen a tartomány Mostviertel régiójában fekszik a Theyernerbach folyó mentén. Területének 29,1%-a erdő, 12,7% szőlő, 41,8% áll egyéb mezőgazdasági művelés alatt. Az önkormányzat 7 települést egyesít: Franzhausen (455 lakos 2024-ben), Fräuleinmühle (20), Neusiedl (48), Nußdorf ob der Traisen (541), Reichersdorf (706), Ried (60) és Theyern (73).
A környező önkormányzatok: északra Krems an der Donau, keletre Traismauer, délre Inzersdorf-Getzersdorf, délnyugatra Statzendorf, nyugatra Paudorf.

## Története
Nußdorf területén a régészek több mint 700 sírból álló, bronzból, aranyból és borostyánból készült sírmellékletekkel ellátott kora bronzkori temetőt; valamint 300-400 urnasírral rendelkező késő bronzkori temetőt és egy hallstatti falut tártak fel. Nevét 1083-ban említik először a göttweigi apátság egyik oklevelében. Templomát 1325-ben alapította Wernhart von Nußdorf lovag és felesége, Agnes. Az egyházközséget a herzogenburgi ágostonos kolostor felügyelte. A Nußdorf család a 14. század végén kihalt és birtokukat a Wallsee-nemzetség örökölte. 1449-ben Christoph von Zinzendorf, 1479-ben pedig Leopold Eibensteiner vásárolta meg a falut. Őket a Mamming bárók követték, akik 1490-től 1622-ig voltak Nußdorf urai. Wolf Christoph von Mamming támogatták a protestantizmust és lutheránus prédikátorokat hívatott. A harmincéves háborúban és Bécs 1863-as ostromakor kifosztották a falut. Az osztrák örökösödési háború és a napóleoni háborúk idején francia és bajor csapatok, rekviráltak, fosztogattak. A lakosság löszbe vájt alagutakat és menedékhelyeket, hogy elrejtőzzenek előlük. A nußdorfi kastélyt (az egykori várat) az 1860-es években lebontották.
A 20. század elején megkezdődött az iparosodás, Ferdinand Lutz 1909-ben alapított üzeme bronzfestéket, karácsonyfadíszeket és csillagszórókat gyártott. A Butonia gombgyár (Ausztria egyik legrégebbi gombgyára) 1914 és 1983 között működött. Nußdorf1977-ben emelték mezővárosi rangra. 

## Lakosság
A Nußdorf ob der Traisen-i önkormányzat területén 2024 januárjában 1903 fő élt. Lakosságszáma 1951 óta gyarapodó tendenciát mutat. 2022-ben az ittlakók 95,6%-a volt osztrák állampolgár; a külföldiek közül 0,5% a régi (2004 előtti), 1,8% az új EU-tagállamokból érkezett. 0,4% a volt Jugoszlávia (Horvátország és Szlovénia kivételével) vagy Törökország; 1,6% egyéb ország polgára volt. 2001-ben a lakosok 87,8%-a római katolikusnak, 1,4% evangélikusnak, 0,4% ortodoxnak, 4,9% mohamedánnak, 5% pedig felekezeten kívülinek vallotta magát. Ugyanekkor 4 magyar élt a mezővárosban; a legnagyobb nemzetiségi csoportot a németek (93,3%) mellett a törökök alkották 3,8%-kal. 
A népesség változása:

| 2016 | 1 738 |
| 2018 | 1 758 |

## Látnivalók
- a Keresztelő Szt. János-plébániatemplom
- a franzhauseni Szt. Fülöp és Jakab-templom
- a reichersdorfi Szt. Katalin-templom
- az őstörténeti múzeum

## Testvértelepülések
- Sármellék (Magyarország)
- Matrei in Osttirol (Ausztria)